# Museu Escola de Artes Decorativas
O Museu Escola de Artes Decorativas está instalado no Palácio Azurara, no bairro de Alfama, na freguesia de Santa Maria Maior, em Lisboa.
O Museu recria o ambiente aristocrático  do século XVIII, acolhendo uma das colecções mais representativas e homogéneas do panorama das Artes Aplicadas em Portugal. Esta colecção, reunida ao longo de vários anos com o empenho e dedicação do fundador, Ricardo do Espírito Santo Silva, foi em grande parte doada para a criação da Fundação Ricardo do Espírito Santo Silva em 1953.
Assim nasceu a Fundação Ricardo do Espírito Santo Silva, fundação privada empenhada na protecção das artes decorativas e dos ofícios com elas relacionadas, pela manutenção das suas características tradicionais portuguesas, pela sua missão educativa e social que representava e pelo desenvolvimento da sensibilidade dos artífices, através de um espaço de formação privilegiado.
O Palácio Azurara está classificado como Imóvel de Interesse Público desde 1993.

## Espaços e Salas do Museu
O Museu apresenta as seguintes salas:
- Átrio
- Escadaria Nobre
- Salão Nobre
- Sala Cadaval
- Sala dos Presépios
- Sala D. João V
- Núcleo da Cadeira Portuguesa
- Sala das Vitrinas
- Quartos D.José I e D. Maria I
- Sala D. José I
- Sala D. Maria I
- Sala Hexagonal
- Sala de Música
- Sala Central
- Sala de Jantar
- Quarto Séc. XVII
- Sala das Miniaturas
- Sala dos Chavões

## Colecções
O Museu Escola de Artes Decorativas reúne uma importante colecção de mobiliário do século XVI ao século XX, pintura de artistas portugueses e estrangeiros, que trabalharam em Portugal no século XVIII, ourivesaria portuguesa  do século XV ao século XIX, porcelanas,faianças, têxteis orientais de encomenda europeia, tapetes de Arraiolos e azulejaria barroca e neoclássica.

## Oficinas de Artes e Oficios e Conservação e Restauro
Para além do Museu de Artes Decorativas as oficinas de artes e ofícios e de conservação e restauro, também podem ser visitadas, no Largo das Portas do Sol, 2 em Lisboa, todos os dias das 10h às 17h excepto à terça, Dia de Natal, Dia 1 de Janeiro, 1 de Maio.; 

## Ligação externa
Sítio Fundação Ricardo Espírito Santo Silva